# Força (fortificació)

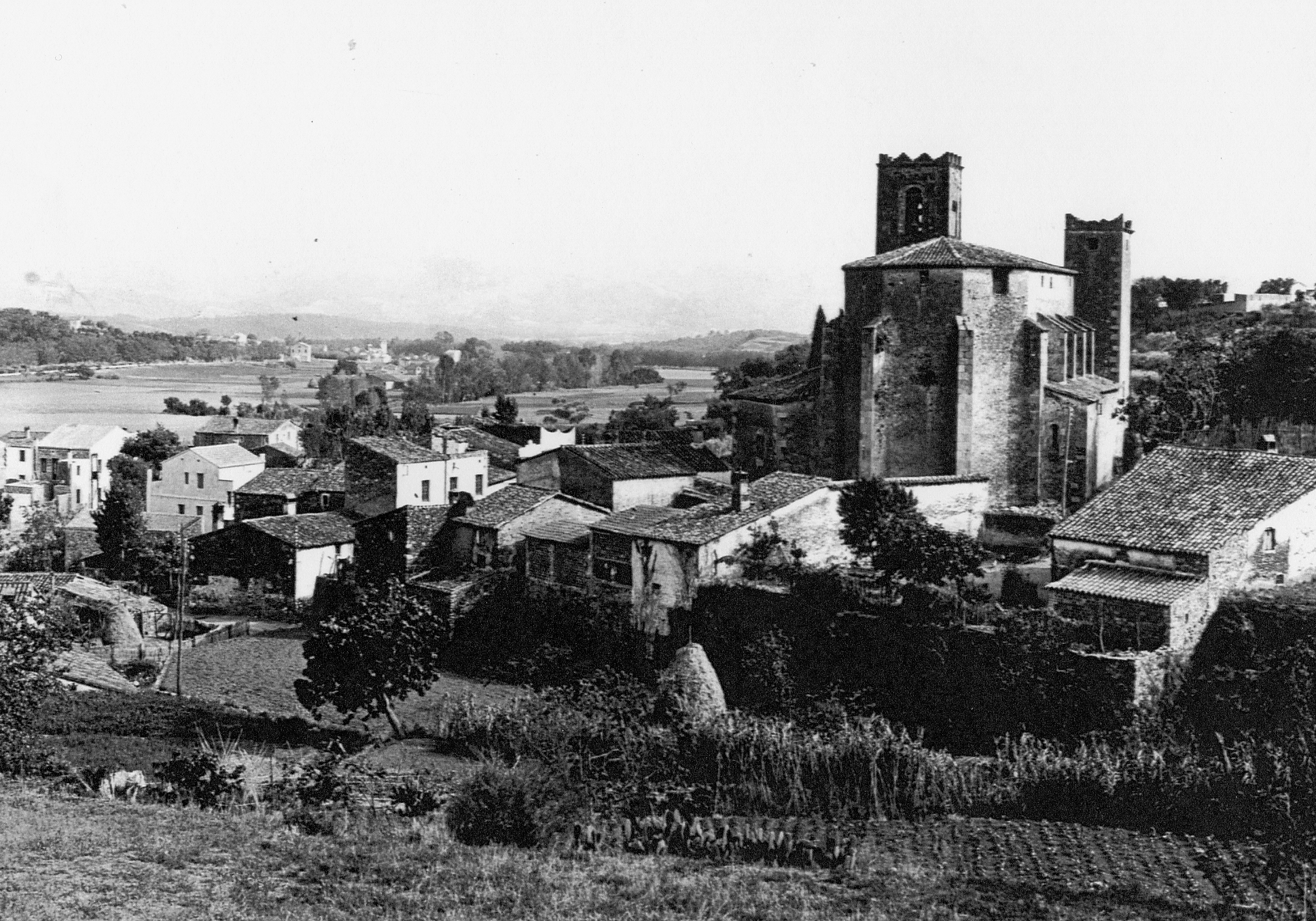
La Força de Vilamajor, poble fortificat

La força és un indret que ha estat fortificat. A Catalunya resten topònims que deriven d'aquestes construccions com ara la Força de Vilamajor (centre històric del poble de Sant Pere de Vilamajor), la Força de Sant Celoni (nucli primitiu de Sant Celoni), el carrer de la Força de la ciutat de Girona o la Força de Cartellà a Maçanet de la Selva, entre d'altres.